# Лёлье, Жери
Жери́-Жак-Шарль Лёлье́ (фр. Géry-Jacques-Charles Leuliet; 12 января 1910, Ришбур — 1 января 2015, Аррас) — французский прелат. Старейший епископ Римско-католической Церкви. Епископ Амьена с 14 февраля 1963 года по 15 января 1985 года.